# 新田義兼
新田 義兼（にった よしかね）は、平安時代末期から鎌倉時代にかけての武将・御家人。新田氏本宗家総領2代目。長兄・里見義俊が「大新田」と呼ばれたのに対し、惣領を継いだ義兼は「小新田」と呼ばれた。新田義貞は昆孫に当たる。

## 経歴
保延5年（1139年）、新田義重の次男として誕生。異母兄に里見義俊、山名義範（異説あり）。同母弟に世良田義季、異母弟に額戸経義らがいる。従兄弟に同じ名前である足利義兼がいる。
崇徳天皇の中宮皇嘉門院藤原聖子に仕える。皇嘉門院の蔵人として任命される。父・義重と共に当初は源頼朝の下に参陣せず「自立」を目指すが挫折し、父と共に頼朝に仕えた。その後、新田荘に籠った父に代わり、御家人として幕府に出仕している。奥州合戦にも参陣したが、目立った軍功はなく、恩賞も少なかったという。義兼自身の幕府内での立場が微妙で、官位を受任されることもなかったという。『吾妻鏡』の記述では、同母弟・世良田義季と異母兄・山名義範と共に頼朝の上京に同伴したと記されている。
嫡子の義房に先立たれて、父・義重と共に嫡孫の新田政義の後見人となった。しかしすぐに義房の後を追うように死去したともされる。
諸系図では正治元年（1199年）に没したとされるが、「正木文書」には元久2年（1205年）8月に源実朝から発給を受けた新田荘内12ヶ郷の安堵状が残っている。建保3年（1215年）3月の将軍家政所下文（「正木文書」）では義兼の妻新田尼に所領が安堵されていることが記されているから、1205年の8月以降に死去したと思われる。
また、娘が足利義兼の庶長子の義純と結婚し、新田荘内の岩松郷に住んだ。しかし畠山重忠が元久2年（1205年）に北条氏、三浦氏によって討たれると重忠の娘と足利氏を婚姻させて畠山氏を存続させる話が出てくる。義純は義兼の娘と離婚し、重忠の娘と結婚して源姓畠山氏を称する。一方、義純が義兼の娘と儲けた時兼、時朝は、新田荘に残っている。義兼とその妻の新田尼はこの二人の外孫を溺愛し、多くの所領を相続させたので、新田本宗家はますます所領が減少した（岩松氏参照）。